# Gekkan Dengeki Daioh
Gekkan Dengeki Daioh (月刊コミック電撃大王 Gekkan Komikku Dengeki Daiō?) es una revista de manga publicada en Japón por ASCII Media Works (formalmente MediaWorks), bajo la marca Dengeki. Muchos manga serializados en Dengeki Daioh se han publicado más tarde en volúmenes tankōbon bajo la imprenta de Dengeki Comics, ASCII Media Works. La revista se vende el día 27 de cada mes.
La publicación se originó a partir de la revista de Bandai Cyber Comix, la cual se convirtió en la revista Media Comix Dyne (que lanzó 3 ediciones). Luego de que la publicación de Media Comix Dyne fuese cancelada, MediaWorks lanzó Dengeki Daioh como una publicación quincenal (o sea, bimensual), y luego de publicación mensual, y su nombre fue cambiado a su título actual.

## Manga publicado en Dengeki Daioh

### Serializados actualmente
- 2 × 2 = Shinobuden
- Absolute Solitude
- Blood Alone
- Murder Princess
- Nagi no Asukara
- Ōkami Kakushi
- Shirobako
- Sora o Kakeru Shōjo
- Uchū no Stellvia
- So・Ra・No・Wo・To
- Boogiepop and Others
- Chaos Head
- Gakuen Utopia Manabi Straight!
- Golden Time
- Happy Lesson - Mama sensei wa saikō!
- Hoihoi-san
- Ichigo Mashimaro
- Jester el aventurero
- Kagihime Monogatari Eikyū Alice Rondo
- Kanon
- Hataraku Maō-sama!
- Hitori Bocchi no Marumaru Seikatsu
- Nogizaka Haruka no Himitsu
- Muv-Luv
- Otome wa Boku ni Koishiteru
- Shakugan no Shana
- Shina Dark
- Sōkyū no Fafner
- Sola
- Sora no Method
- Stratos 4
- Strike the Blood
- To Aru Majutsu no Index
- To Aru Kagaku no Accelerator
- To Aru Kagaku no Railgun
- To Heart
- Toradora!
- Tsukihime
- Uchū no Stellvia
- Venus versus Virus
- Wagaya no oinari-sama
- White Album
- Yoake Mae yori Ruriiro na
- Yotsuba to!

### Serialización finalizada
- Accel World
- Ano Natsu de Matteru
- Asura Cryin'
- Azumanga Daioh
- Comic Party
- Gokudō-kun Man'yūki
- Gunslinger Girl
- Kami-sama no Memo-chō
- Kamichu!
- Kanon
- Kashimashi ~Girl Meets Girl~
- Kyōkai Senjō no Horizon
- Mugen no Ryvius
- Onegai Teacher
- Onegai Twins
- Tengen Toppa Gurren-Lagann

## Ediciones especiales

### Dengeki Moeoh
Dengeki Moeoh (電撃萌王 Dengeki Moeō?) es una revista de manga seinen que se vende bimestralmente el día veintiséis; es un edición especial de Dengeki Daioh. Inició su publicación el 26 de marzo de 2005 y originalmente se publicó de manera trimestral. En diciembre de 2005 la revista cesó su publicación durante tres meses. A partir de marzo de 2006 inició su publicación bimestral.

### Dengeki Teioh
Dengeki Teioh (電撃帝王 Dengeki Teiō?) fue una revista publicada por Media Works, era una edición especial de Dengeki Daioh a la venta en enero, abril, julio y noviembre en el día veintiséis. La revista se publicó entre el 26 de abril de 2004 y el 26 de noviembre de 2006

### Comic Sylph
Comic Sylph (コミックシルフ Komikku Shirufu?, normalmente escrito como comic SYLPH) fue una revista de manga shōjo. Inició su publicación el 9 de diciembre de 2006 como una edición especial de Dengeki Comic Gao!, pero iniciando en su sexto volumen, el 21 de marzo de 2008, pasó a ser una edición especial de Dengeki Daioh. Con la edición del 22 de mayo de 2008 el título de la revista cambio a Sylph (シルフ Shirufu?) y pasó a ser una publicación bimestral independiente.

### Dengeki Bunko Magazine
Dengeki Bunko Magazine (電撃文庫MAGAZINE?) era una edición especial bimestral de Dengeki Daioh dedicada a publicar novelas ligeras seinen. La revista inició su publicación el 10 de diciembre de 2007 como sucesora de Dengeki hp. A partir de su tercer volumen, el 10 de abril de 2008, la revista se convirtió en una publicación independiente.

### Otras secciones

#### Dengeki Yonkoma Daioh
Dengeki Yonkoma Daioh (電撃4コマ大王?) es una sección yonkoma de la revista 'Dengeki Daioh' que cuenta con varias tiras omake de las series manga publicadas en ella. El formato es típicamente un dibujo normal en el lado derecho con uno o más caracteres, y una tira de cuatro paneles de manera vertical en el lado izquierdo con los personajes de la serie asociada en formato super deformed.